# Різдво в Австралії
Різдвяні традиції в Австралії, як Різдво в Новій Зеландії, мають багато спільного з британськими, ірландськими, американськими та канадськими традиціями, включаючи традиційні різдвяні символи з іконографією зими. Йдеться про символ  Санта-Клауса в червоному хутрі, який катається на санях. Також варто згадати про таку пісню, як «Jingle Bells», та різноманітні різдвяні постановки на різдвяних листівках і прикрасах. Однак час, коли Різдво припадає на літній сезон у південній півкулі, призвело до розвитку деяких місцевих традицій, які пов'язані з настанням теплішої погоди.

## Історія
Перші святкування Різдва в Австралії сягають кінця 1788 року і були запроваджені засудженими до каторжних робіт людьми Першого флоту, які прибули до Сіднейської гавані на початку того ж року. Починаючи з 19 століття, по всій Австралії поширювалися традиції встановлювати різдвяні ялинки, розсилати різдвяні листівки та демонструвати різноманітні декорації.
З того часу Різдво в Австралії залишається офіційним святом і відзначається як традиційне літнє свято.

## Спільні з Новою Зеландією традиції

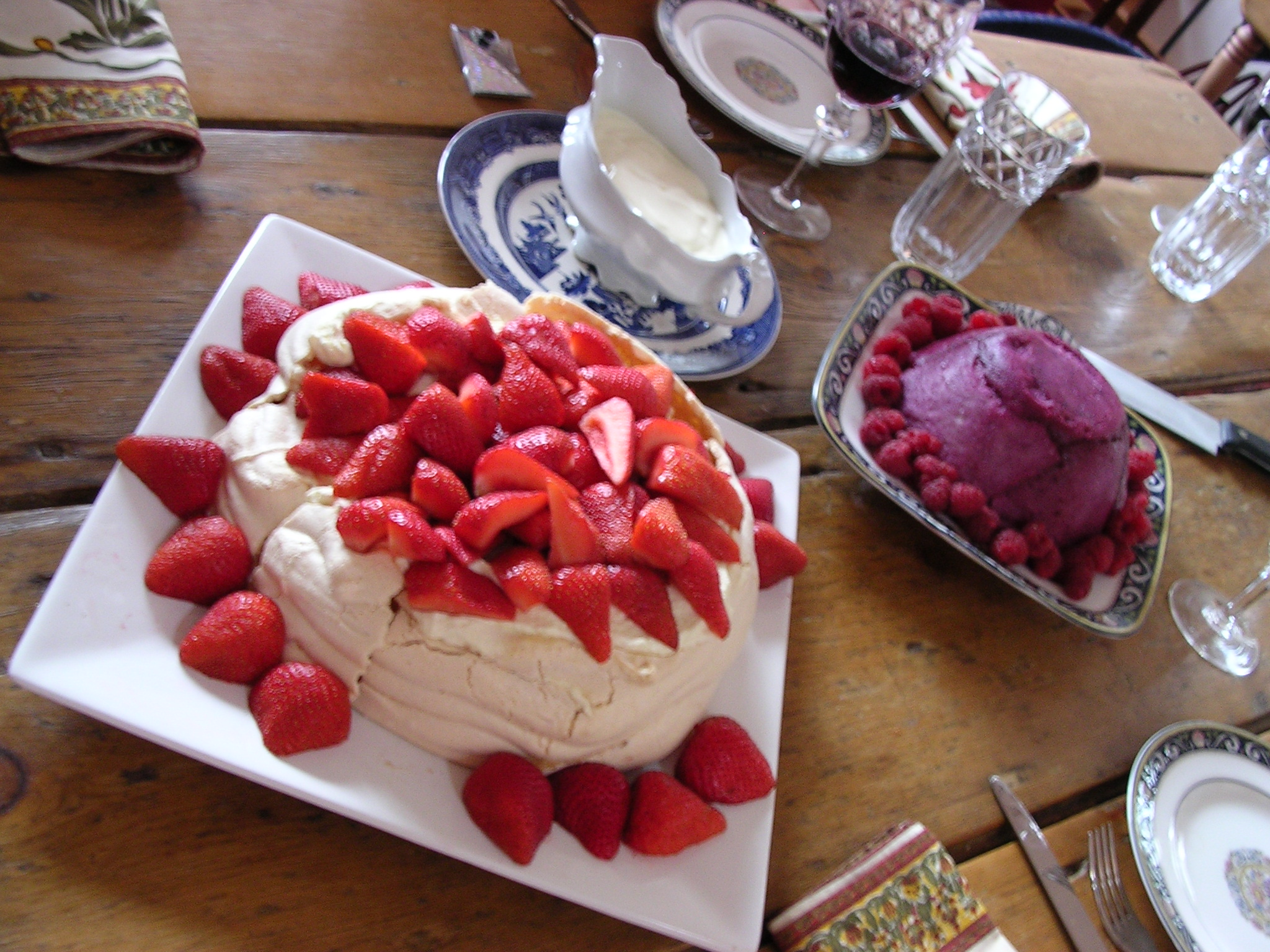
Австралійський різдвяний десерт «Павлова», прикрашений полуницею.

Традиційна різдвяна ялинка займає центральне місце в різдвяних декораціях, також популярними вважаються гірлянда і новорічна мішура. Такі прикраси з'являються в магазинах й на вулицях з листопада, згодом стають звичним явищем до початку грудня. Багато господарів займаються зовнішнім оформленням своїх будинків. Різдвяні композиції бувають різні, іноді із сотнями вогників і прикрас із зображенням сезонних мотивів, таких як різдвяні ялинки, Санта-Клаус, олені чи вертеп. Окремі регіони країни мають традицію складних різдвяних композицій, чим, під час різдвяного сезону, приваблюють велику кількість перехожих. Це все відбувається незважаючи на довші дні, коли сонце заходить після 20:00 у регіонах з літнім часом.
Більшість робочих підприємств проводять «Різдвяну вечірку» десь у грудні, але рідко напередодні Різдва. Так само школи, TAFE (професійно-технічне навчання) та університети роблять перерву на літні канікули. Школи зазвичай завершують навчальний процес за тиждень до Різдва, щоб відновити свою роботу наприкінці січня або на початку лютого. Після Різдва багато церков змінюють свої вечірні зустрічі на менш офіційний формат, тоді як багато хобі-клубів також призупиняють або змінюють свої зустрічі в цей період.[джерело?]
Напередодні Різдва багато підприємств і житлових будинків прикрашають різдвяними вогнями та композиціями. Ввечері, зазвичай, люди полюбляють їздити околицями, щоб подивитися на різдвяні вогники, сім'ї гуляють житловими вулицями, щоб побачити тематичні виставки у передніх дворах. Деякі місцеві ради проводять конкурси вуличного освітлення, і регулярно розміщуються карти, на яких висвітлюються найкращі ілюмінації.
Дітям кажуть, що напередодні Різдва Дід Мороз або Санта-Клаус відвідують домівки, кладучи дітям подарунки під ялинку або в панчохи чи мішечки, які зазвичай розвішують біля каміна. В останні десятиліття багато нових квартир і будинків було побудовано без традиційних камінів, однак з деякими інноваціями ця традиція зберігається. Під час свого візиту, Санта може не споживати закуски та напої, часто молоко та печиво або пиво. Також залишають моркву для оленів Діда Мороза. Подарунки відкривають наступного ранку, на Різдво.[джерело?]
Традиційно сім'ї збираються за різдвяним обідом. Традиції включають прикрашені шинки, смажену індичку, та курку, салати і смажені овочі. Різдвяні хлопавки розривають перед початком частування. Зовсім недавно, відповідно до часто спекотної погоди вдень, стало популярним подавати місцеві сезонні продукти, такі як холодне м'ясо, морепродукти та салат. Окрім того, десерт також включає суміш традиційних зимових різдвяних страв (таких як різдвяний пудинг з коньячним кремом, солодкі пироги з начинкою і трайфл) разом із традиційним десертом «Павлова», та свіжі фрукти, такі як ягоди та ківі. Льодяники — популярний кондитерський виріб для дитячого столу в новорічний період. 
«Christmas» Майкла Бубле повертається до альбомних чартів щороку на Різдво, зазвичай досягаючи першого чи топ-5 місця. Подібним чином «All I Want for Christmas Is You» Марайї Кері щороку повертається до чартів синглів до нового року. 
Оскільки Різдво припадає на літо, телевізійні різдвяні програми не є значною частиною австралійських різдвяних традицій, на відміну від Сполученого Королівства, де це один із найважливіших днів для телевізійних рейтингів. Телевізійні рейтинги в Австралії не збираються влітку, а розклади здебільшого заповнені повторами старих програм або раніше скасованих шоу. Деякі програми місцевого виробництва мають спеціальну різдвяну програму, хоча часто її показують на початку грудня, а не на саме Різдво. Багато телевізійних станцій повторюють фільми на різдвяну тематику за кілька тижнів до Різдва, зокрема «Це чудове життя», «Чудо на 34-й вулиці», «Різдвяні канікули National Lampoon», «Полярний експрес», «Як Грінч викрав Різдво» та різні кіноверсії "Різдвяної пісні".[джерело?] Розваги на свіжому повітрі, такі як вуличний крикет або плавання, є популярними способами активно провести Різдво.

## Традиції, характерні для Австралії

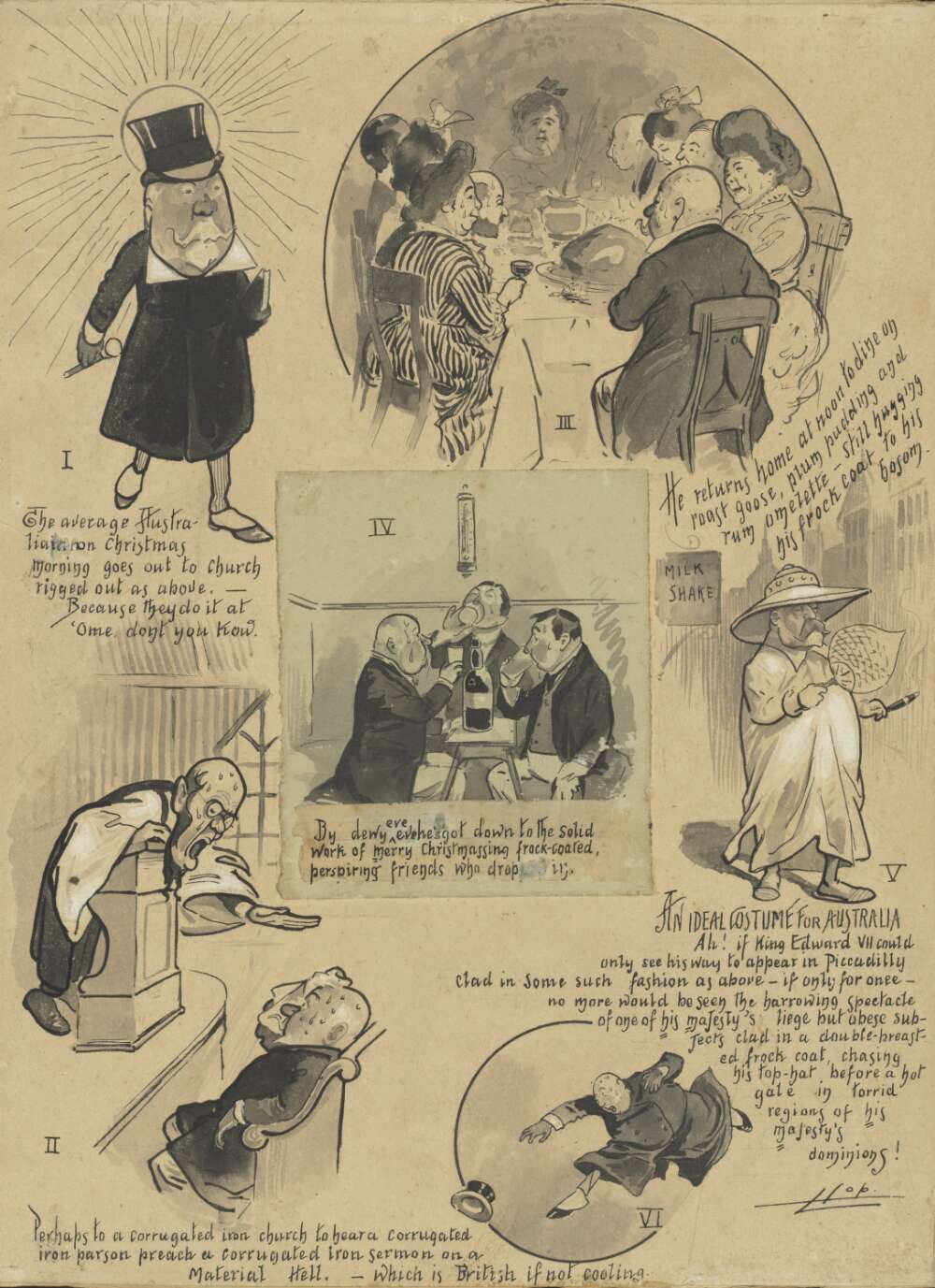
Мультфільм «Звичайне австралійське Різдво» Лівінгстона Хопкінса (бл. 1900 р.) — натисніть, щоб збільшити.

Деякі австралійські композитори і автори час від часу зображували Санту в одязі «австралійського» стилю, включаючи капелюх Акубра, у вільному одязі та в'єтнамках, і верхи на уті, запряженому кенгуру (наприклад, «Шість білих бумерів» Рольфа Гарріса). Існує також невелика кількість загальновизнаних оригінальних австралійських різдвяних пісень, зокрема «How to Make Gravy» Пола Келлі, «Aussie Jingle Bells» Коліна Б'юкенена та «White Wine in the Sun» Тіма Мінчіна, але ці зображення не замінили основної іконографії.
Традиція розсилати різдвяні листівки широко практикується в Австралії. Ціна різдвяної поштової марки нижча, ніж стандартного листа. Відправники зобов'язані вказати на конверті «тільки листівку», якщо використовують марки з нижчою ціною. Крайні 20 років традиція відправляти різдвяні корзини стає все більш популярною. Багато компаній дарують клієнтам та персоналу такі подарунки.
Різдво і Новий рік, а також День подарунків (крім Південної Австралії) є державними святами в Австралії. День проголошення (28 грудня) є державним святом, яке тепер проводиться 26 грудня, щоб забезпечити однаковість з іншими державами.

### Місцеві традиції

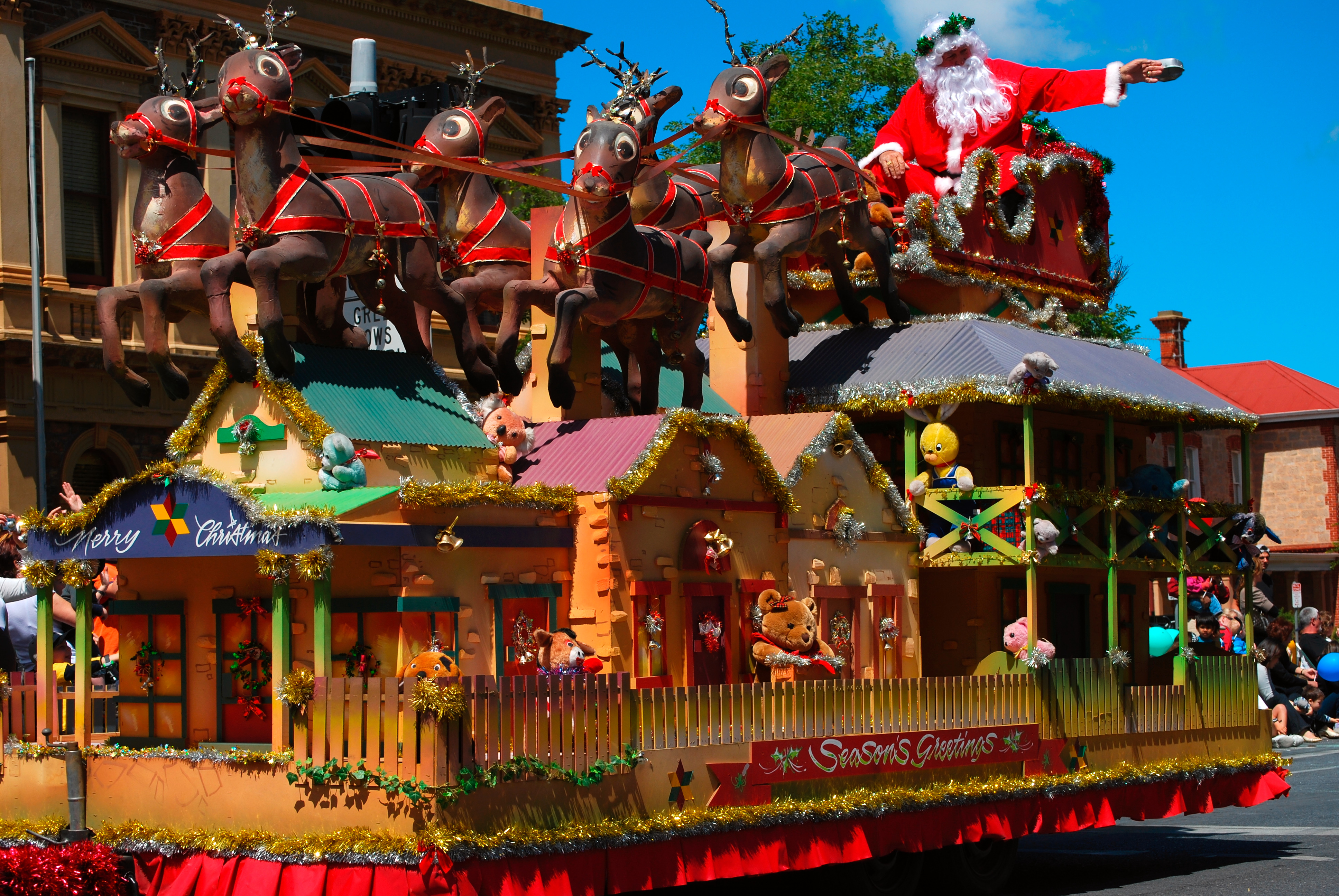
Прилавок у Норвудському різдвяному конкурсі 2008 року із зображенням саней Діда Мороза на вершині історичних будівель в австралійському стилі.

#### Новий Південний Уельс
Колядки в Домені традиційно відбувалися в Сіднеї ексклюзивно в суботу перед Різдвом. Проте з 2016 року це проводиться в наступну неділю перед Різдвом.
На Бондай-Біч в Сіднеї для міжнародних туристів, які знаходяться поза сім'єю проводяться спеціальні заходи. Це може бути барбекю з індички та такі жартівливі трюки, як серфінг від Санта-Клауса.[джерело?]

#### Південна Австралія
Популярна традиція, яка відзначається в Аделаїді, — це Різдвяний конкурс Аделаїди. Цей парад є найбільшим у своєму роді у світі, залучаючи понад 400 000 людей. Започаткований у 1933 році Джоном Мартінсом, конкурс проводиться щороку на початку листопада, зазвичай у суботу вранці, знаменуючи початок різдвяного сезону. Він включає в себе процесію з кораблями, оркестрами, клоунами, танцювальними групами та перехожими, кульмінацією яких є прихід Діда Мороза.. Конкурси меншого масштабу також проводяться в обласних центрах.
У Південній Австралії не відзначається День подарунків. Навпаки, наступний день після Різдва буде святковим Днем Проголошення. Святвечір, з 19:00 год вечора до півночі тепер державний вихідний.

#### Вікторія
Колядки при свічках — це традиція, яка почалася в Мельбурні в 1938 році і з тих пір поширилася Австралією та світом. На заході люди збираються напередодні Різдва, як правило, просто неба, щоб співати колядки при свічках у масштабному концертному заході. The Vision Australia's Carols by Candlelight, яка проходить у концертному залі Sidney Myer Music Bowl у Мельбурні напередодні Різдва, транслюється по всій країні, і для багатьох австралійців стало традицією дивитися цю виставу.

#### Західна Австралія
Пертський різдвяний конкурс проводиться в центральному діловому районі з 1972 року. Його організатор — Seven West Media.
Між 1999 і 2016 роками місто Перт проводило щорічну церемонію засвічення ялинки. Починаючи з 2017 року, її замінили на «Стежку різдвяних вогнів», під час якої навколо міста Перт розміщують різноманітні ілюмінації на різдвяну тему. Захід триває з кінця листопада до кінця грудня або початку січня.

## Різдвяна музика з Австралії
| Назва                               | Композитор / Лірик                        | Рік видання  | Примітки                                                                        |
| ----------------------------------- | ----------------------------------------- | ------------ | ------------------------------------------------------------------------------- |
| «Перший гімн на Різдво»             | Джеймс Джонсон                            | 1840-ті роки | Створено для церкви Св. Якова, Тасманія                                         |
| «Різдвяна Полька»                   | Джон Хаусон                               | 1852 рік     | Обкладинка шоу піонерки з пудингом                                              |
| «Все серце в цю ніч радіє»          | Чарльз Едвард Горслі                      | 1862 рік     | [ 25 ]                                                                          |
| «Гімн до Різдва Христового»         | Джеймс Джонсон                            | 1862 рік     | [ 23 ]                                                                          |
| «Наша австралійська різдвяна пісня» | Ернесто Спаньолетті                       | 1863 рік     | [ 26 ]                                                                          |
| «Різдво в Австралії»                | Джордж Толхерст                           | 1864 рік     | Лірика.                                                                         |
| «Різдвяна кадриль»                  | Річард Герц                               | 1864 рік     | Біографія невідома — ноти, надруковані в Мельбурні                              |
| «Вікторіанський різдвяний вальс»    | Чезаре Кутоло                             | 1866 рік     | Немає тексту                                                                    |
| «Різдвяний Гімн»                    | Паоло Джорджа                             | 1870 рік     |                                                                                 |
| «Пісня ангелів»                     | Чарльз Сендіс Пекер                       | 1883 рік     |                                                                                 |
| «О, чарівні голоси неба»            | Альфред Памптон                           | 1890 рік     |                                                                                 |
| «Зірка Сходу»                       | Август Юнкер                              | 1890 рік     | [ 29 ]                                                                          |
| «Поки все було в тиші»              | Генрі Джон Кінг                           | 1899 рік     | Протестантський шкільний вчитель — положення Біблії короля Якова Соломона 18:14 |
| «У Соборі»                          | Джордж Савін Де Чаніт                     | 1900 рік     |                                                                                 |
| «Дев'ять колядок»                   | Артур Ріверс (1857—1940)                  | 1904 рік     | Ноти продані вісімнадцятьма тисячами примірників                                |
| «Моя маленька різдвяна красуня»     | Джо Слейтер і Уорд Макалістер             | 1910 рік     | [ 31 ]                                                                          |
| «Австралійська різдвяна пісня»      | Джозеф Саммерс                            | 1908 рік     | Захоплює звук дзвонів собору Святого Георгія в Перті                            |
| «Святковий Гавот»                   | Джон Альберт Делейні                      | 1900 рік     |                                                                                 |
| «Зірка Сходу»                       | Август Юнкер                              | 1910 рік     | [ 32 ]                                                                          |
| «Одинадцять колядок»                | Массі, Артур 1861—1940                    | 1910 рік     | Незрозуміло, чи є ці мелодії оригінальними чи аранжуваннями існуючих пісень     |
| «Різдвяна історія в колядках»       | Ріверс, Артур Річард 1857—1940            | 1912 рік     | [ 34 ]                                                                          |
| «Куста Колядка»                     | Джессі Пенфолд                            | 1912 рік     | Західноавстралійський                                                           |
| «Різдвяний гімн»                    | Джозеф Ферфі (Том Коллінз) і Артур Чантер | 1914 рік     | [ 35 ]                                                                          |
| «Ніч страху закінчилася»            | Фріц Харт                                 | 1929 рік     |                                                                                 |
| «Північний вітер (Різдво)»          | Вільям Дж. Джеймс / Джон Вілер            | 1948 рік     | AHB #246 / Разом у пісні #322                                                   |
| «Ура для Діда Мороза»               | Крістіан Геллерман                        | 1952 рік     |                                                                                 |